# Réserve africaine de Sigean
Vous pouvez aider à l'améliorer ou bien discuter des problèmes sur sa page de discussion.
- Il n'est pas vérifiable et peut contenir des informations totalement erronées. Il est fortement conseillé aux contributeurs d'étayer son contenu par des sources fiables. Sans cela, sa suppression pourrait être envisagée. (si vous venez d'apposer le bandeau, veuillez cliquer sur ce lien pour créer la discussion et en afficher les indications). (Marqué depuis avril 2025)
- Il peut contenir un travail inédit ou des déclarations non vérifiées. Vous pouvez l’améliorer en ajoutant des références. (Marqué depuis avril 2024)

- Archive Wikiwix
- Bing
- Cairn
- DuckDuckGo
- E. Universalis
- Gallica
- Google
- G. Books
- G. News
- G. Scholar
- Persée
- Qwant
- (zh) Baidu
- (ru) Yandex
- (wd) trouver des œuvres sur Wikidata

Vous pouvez aider à l'améliorer ou bien discuter des problèmes sur sa page de discussion.
- Son admissibilité est à vérifier. Motif : Ou sont les références secondaires de qualité d'envergure nationnales espacées dans les temps ? Manque de sources, de références, TI. WP:CAA ou WP:CGN ?. Vous êtes invité à le compléter pour expliciter son admissibilité, en y apportant des sources secondaires de qualité. (Marqué depuis avril 2025)
- Il ne cite pas suffisamment ses sources. Vous pouvez indiquer les passages à sourcer avec {{référence nécessaire}} ou {{Référence souhaitée}}, et inclure les références utiles en les liant aux notes de bas de page. (Marqué depuis avril 2024)

- Archive Wikiwix
- Bing
- Cairn
- DuckDuckGo
- E. Universalis
- Gallica
- Google
- G. Books
- G. News
- G. Scholar
- Persée
- Qwant
- (zh) Baidu
- (ru) Yandex
- (wd) trouver des œuvres sur Wikidata

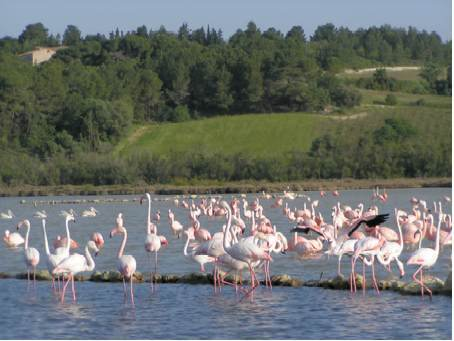
De nombreux Flamants roses (camarguais), vivent sur le grand étang de l'œil de Ca, visible dans le parc à pied.

La réserve africaine de Sigean est un parc zoologique français situé sur la côte méditerranéenne, entre Narbonne et Perpignan, fondé par Paul de La Panouse et Daniel de Monfreid. 
Elle revendique présenter plus de 3 800 animaux (plus de 2 000 oiseaux, 900 mammifères et 900 reptiles) d'au moins 160 espèces, sur 300 hectares, à l'ouest de la Berre, au sud des étangs qui jalonnent le littoral occitan. 
Avec plus de 300 hectares, la réserve africaine de Sigean est un parc animalier dit de semi-liberté qui cherche à donner des conditions d'élevage où l'animal aurait une vie sociale et bénéficierait d'un cadre suffisamment vaste et bien adapté pour y conserver des comportements proches de ceux observés dans son milieu d'origine. Le circuit de la visite traverse un milieu naturel où alternent étangs, marais, pinèdes, plaines et collines où cohabitent et se reproduisent une grande diversité d'espèces animales différentes, pour la plupart africaines mais appartenant également à la faune locale.

## Historique
- Si vous ne connaissez pas le sujet, laissez ce bandeau (vous pouvez alors contacter les auteurs).
- Si vous supprimez le contenu mis en cause (vous pouvez préalablement contacter les auteurs),

argumentez précisément cette suppression dans la page de discussion
(un manque de référence n'est pas un argument ; une recherche réelle de référence doit avoir été effectuée, être formellement documentée).
En 1972, la mission interministérielle du Languedoc-Roussillon, dite mission Racine, du nom de son président Pierre Racine, et chargée de l'aménagement du littoral, donna son autorisation pour l'implantation d'un parc animalier unique de par sa taille, original quant à ses protocoles d'élevage extensif, bien intégré dans un ensemble naturel riche sur le plan faunistique et floristique qu'il s'agissait de préserver tout en développant une activité de conservation d'espèces animales essentiellement africaines.
Créée à l'initiative de Paul de La Panouse, propriétaire du zoo de Thoiry, et de Daniel de Monfreid, fils d'Henry de Monfreid, la Réserve Africaine de Sigean ouvre ses portes au public le 8 avril 1974. Le directeur est alors Michel Maës. En 1976, Jean-Jacques Boisard est mandaté par un cabinet de gestion pour terminer la mise en place de la réserve qui rencontre de graves problèmes financiers, alors que Daniel de Montfreid et son épouse meurent dans un accident de voiture. En 1982, il prend la direction du parc en main jusqu'en 2016, année de son décès. Actuellement Christine Pellegrini en est la Présidente Directrice Générale.
Au fil des années, la Réserve Africaine de Sigean a su créer un vaste courant d'intérêt et de sympathie pour la faune sauvage et la nature. En 1989, s'est constituée l'Association des Amis de la Réserve Africaine de Sigean (ARAS), association déclarée loi de 1901. Elle participe et aide la Réserve dans ses actions de recherche scientifique, de pédagogie ou de conservation de la faune sauvage en participant à des actions de sauvetage, en animant des programmes pédagogiques destinés aux scolaires, en organisant des voyages d'études et en attribuant des bourses à des chercheurs.
La Réserve Africaine de Sigean a déjà été quelquefois partiellement, voir complément inondée par les crues. À certains endroits du parc, ses inondations graves ont causé la mort d'antilopes, d'autruches et de zèbres, notamment sur les deux plaines africaines.

## Installations et faune présentée
- Si vous ne connaissez pas le sujet, laissez ce bandeau (vous pouvez alors contacter les auteurs).
- Si vous supprimez le contenu mis en cause (vous pouvez préalablement contacter les auteurs),

argumentez précisément cette suppression dans la page de discussion
(un manque de référence n'est pas un argument ; une recherche réelle de référence doit avoir été effectuée, être formellement documentée).
Grâce à des conditions climatiques méditerranéennes, la Réserve africaine de Sigean est en Europe une des plus grandes réserves animalières spécialisées dans la conservation de la grande faune africaine. Les espèces les plus rares de mammifères dont, une quarantaine d'équidés sauvages, des girafes et rhinocéros blancs y sont répertoriées.
Les conditions offertes en font un lieu de référence pour l'observation du comportement animal. Depuis l’ouverture du parc, plusieurs milliers de naissances y ont été homologuées, dont certaines sont exceptionnelles (pélican à dos rosé, zèbre de Grévy et zèbre de Hartmann, guépard, éléphant d'Afrique, lycaon, chimpanzé, rhinocéros blanc, gazelle de Cuvier ou âne de Somalie).

### Circuit voiture
Le circuit en voiture, un parcours de 7,5 km, permet de traverser le parc de la Brousse africaine, le parc des ours du Tibet, le parc des lions et le parc de la Savane africaine. Des grands parcs de vision de plusieurs hectares où évoluent des troupeaux importants d'espèces différentes, mais compatibles.
Les impalas cohabitent dans la Brousse 1 avec des buffles roux de forêt, des hippotragues noirs, des blesboks dans un espace de 12 à 13 hectares[réf. nécessaire], qui présente différents milieux (forêts, plaines, rivières, marais).
La Brousse 2 est une grande plaine herbeuse de 15 hectares[réf. nécessaire] qui présente un groupe reproducteur de gnous à queue noire, ils vivent en compagnie de springboks, cobes défassa, zèbre de Grévy et d'autruches.
Les girafes du Kordofan cohabitent avec des zèbres de montagne de Hartmann, un groupe d'antilopes rouannes, des nyalas et des autruches dans la brousse 3 de 9 hectares[réf. nécessaire] qui est traversée par un cours d'eau et agrémenté d'une grande colline. 
Un groupe d'une dizaine d'ours noir d'Asie est présenté pour des raisons de conservation. Ils disposent d'un enclos de 10 hectares[réf. nécessaire], agrémenté d'une maison en pierre, de structures en bois pour grimper et d'un étang pour la baignade.
Une dizaine de lions vivent à Sigean dans un enclos qui s'étend sur 10 hectares[réf. nécessaire]. Un grand étang et une colline, sur laquelle ils sont souvent, agrémentent leur enclos boisé. 
Un groupe de rhinocéros blancs vit dans la savane 1 où ils cohabitent avec des Cobes de Mrs Gray, des sitatungas et divers oiseaux : pélicans blanc et cigognes blanches. Cet enclos de 10 hectares[réf. nécessaire] représente différents paysages : savane, milieu boisé de pins, d'arbustes et de joncs piquants bordés par des rivières et marais.
La savane 2 est une vaste plaine herbeuse de 10 hectares[réf. nécessaire] qui présente une cohabitation entre des rhinocéros blancs, des élands, des zèbres des plaines, des bœufs watusis et des autruches.
La savane 3 présente des gazelles de Cuvier, des ânes de Somalie et des phacochères sur 5 hectares[réf. nécessaire]. Cet enclos présente une partie forestière et une vaste plaine où poussent quelques herbes.

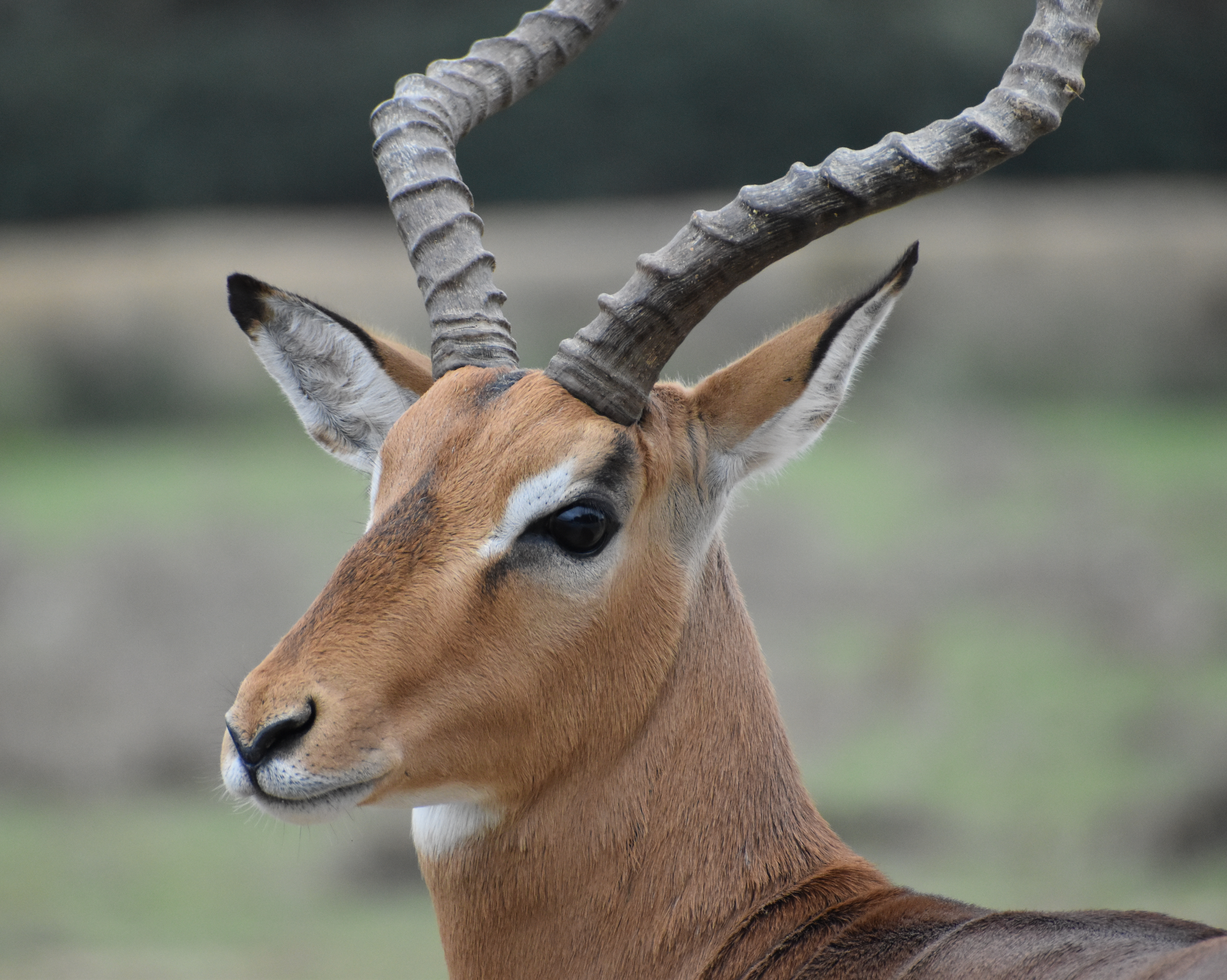
Impala mâle.
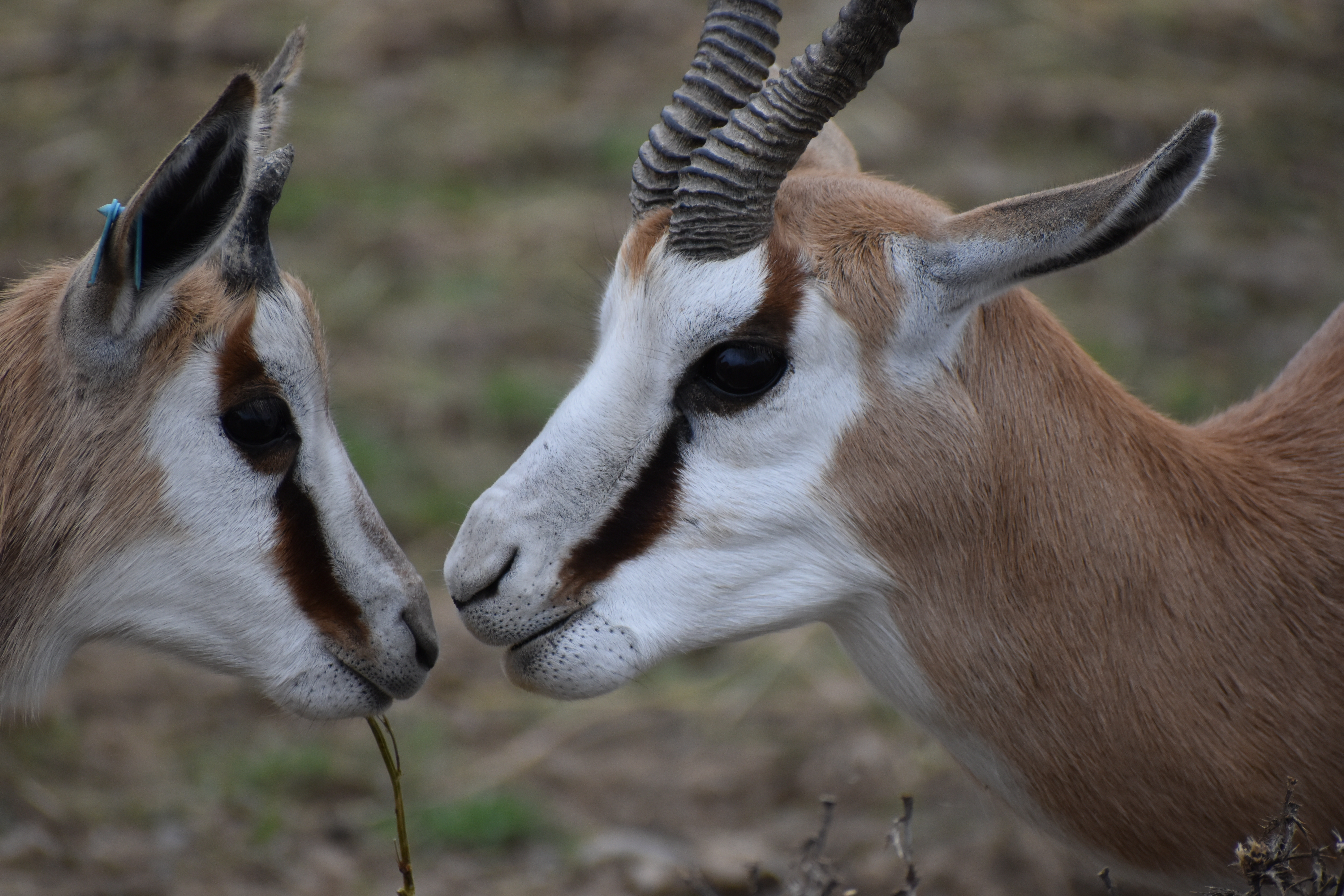
Springbok et son jeune.
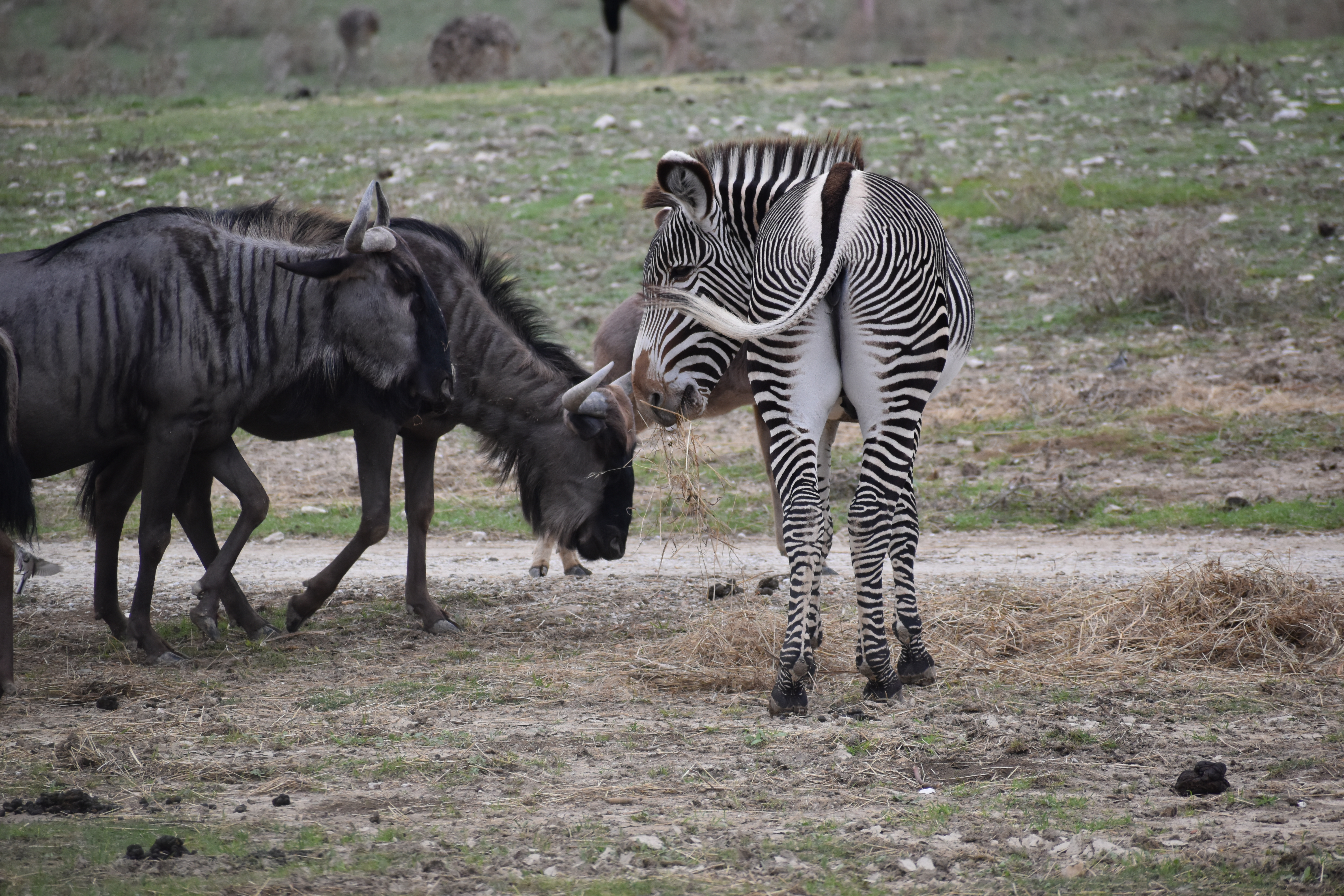
Gnous bleus et zèbre de Grévy.
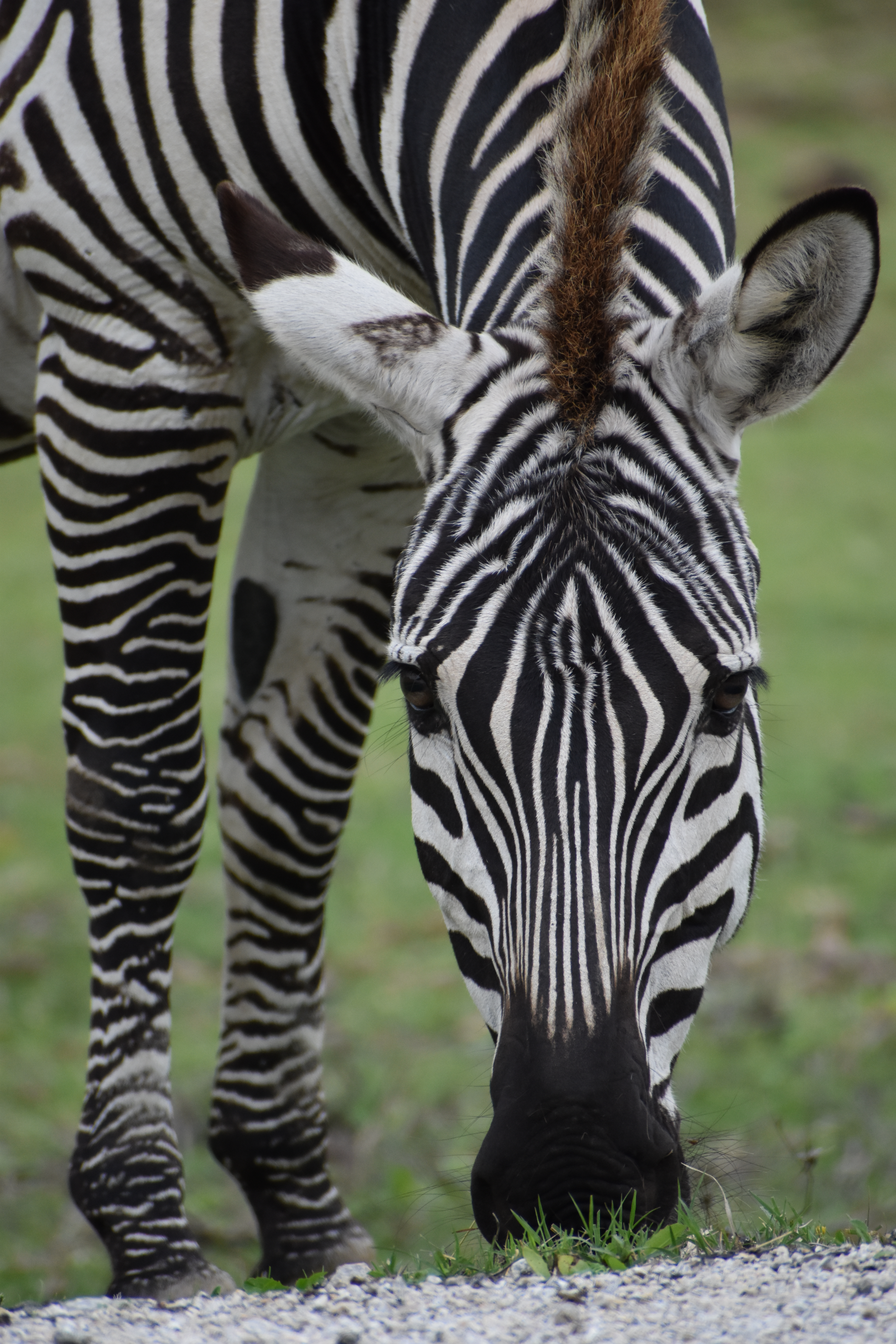
Zèbre de Grant.
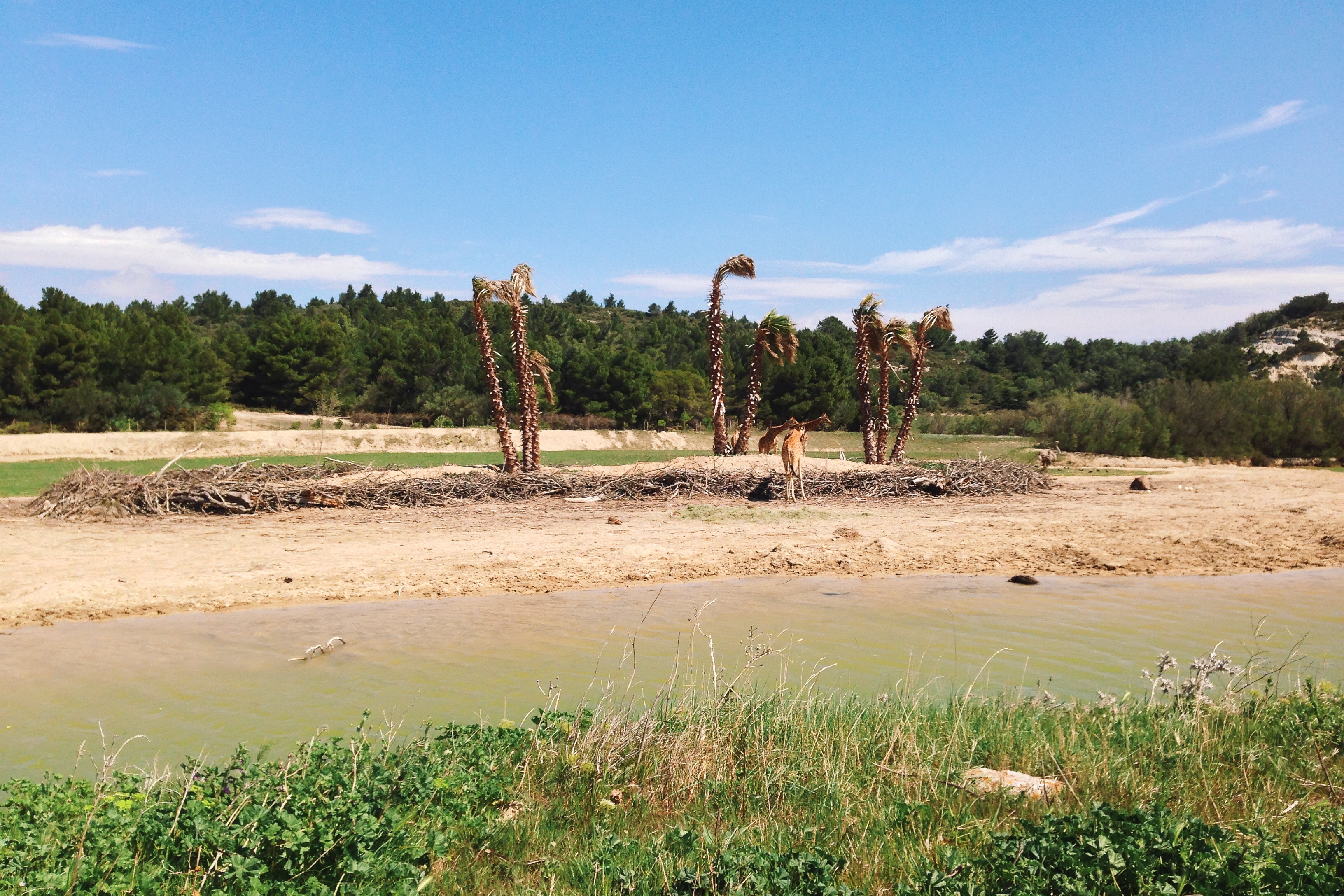
Parc de brousse.
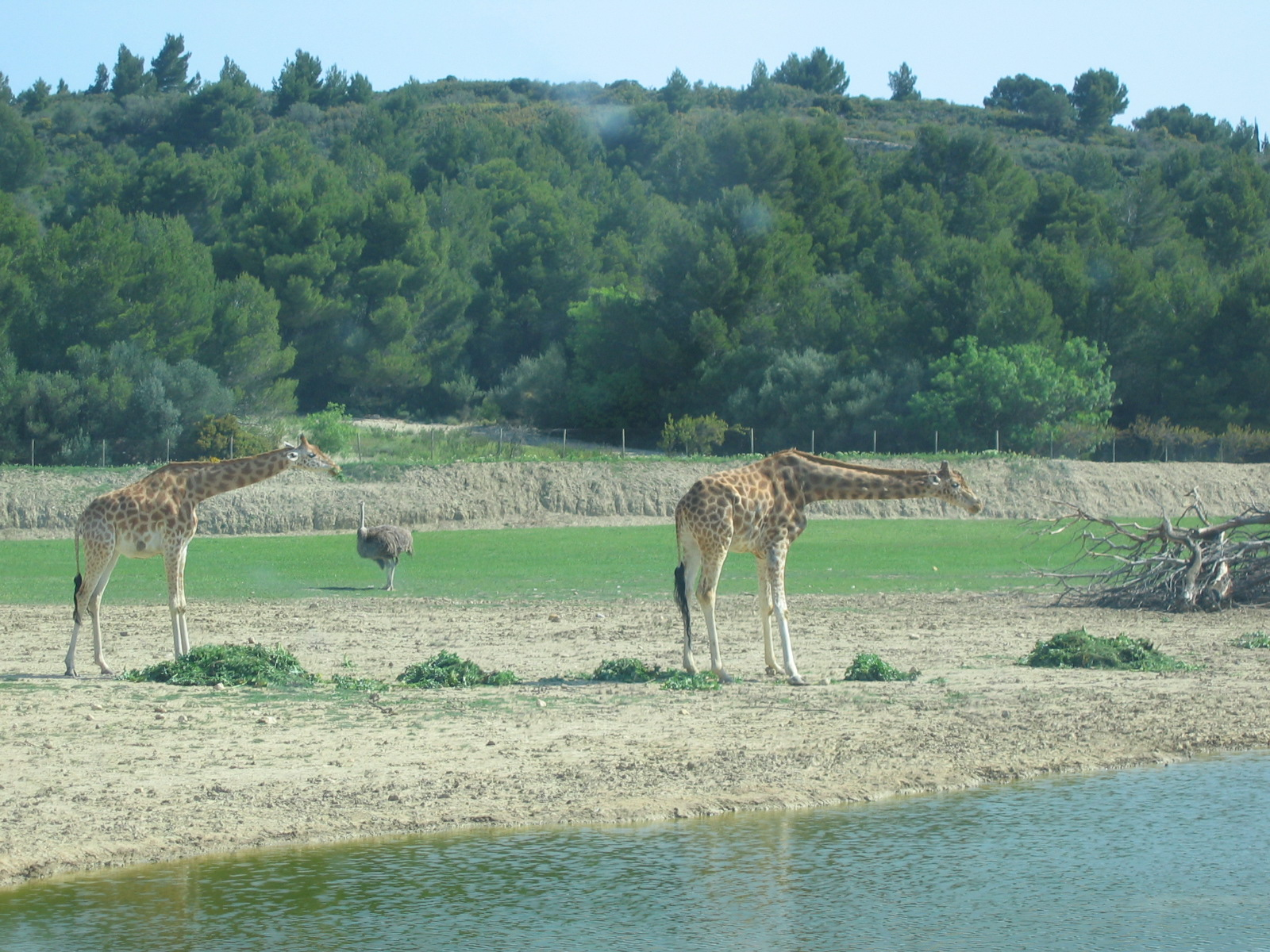
Girafes du Kordofan.
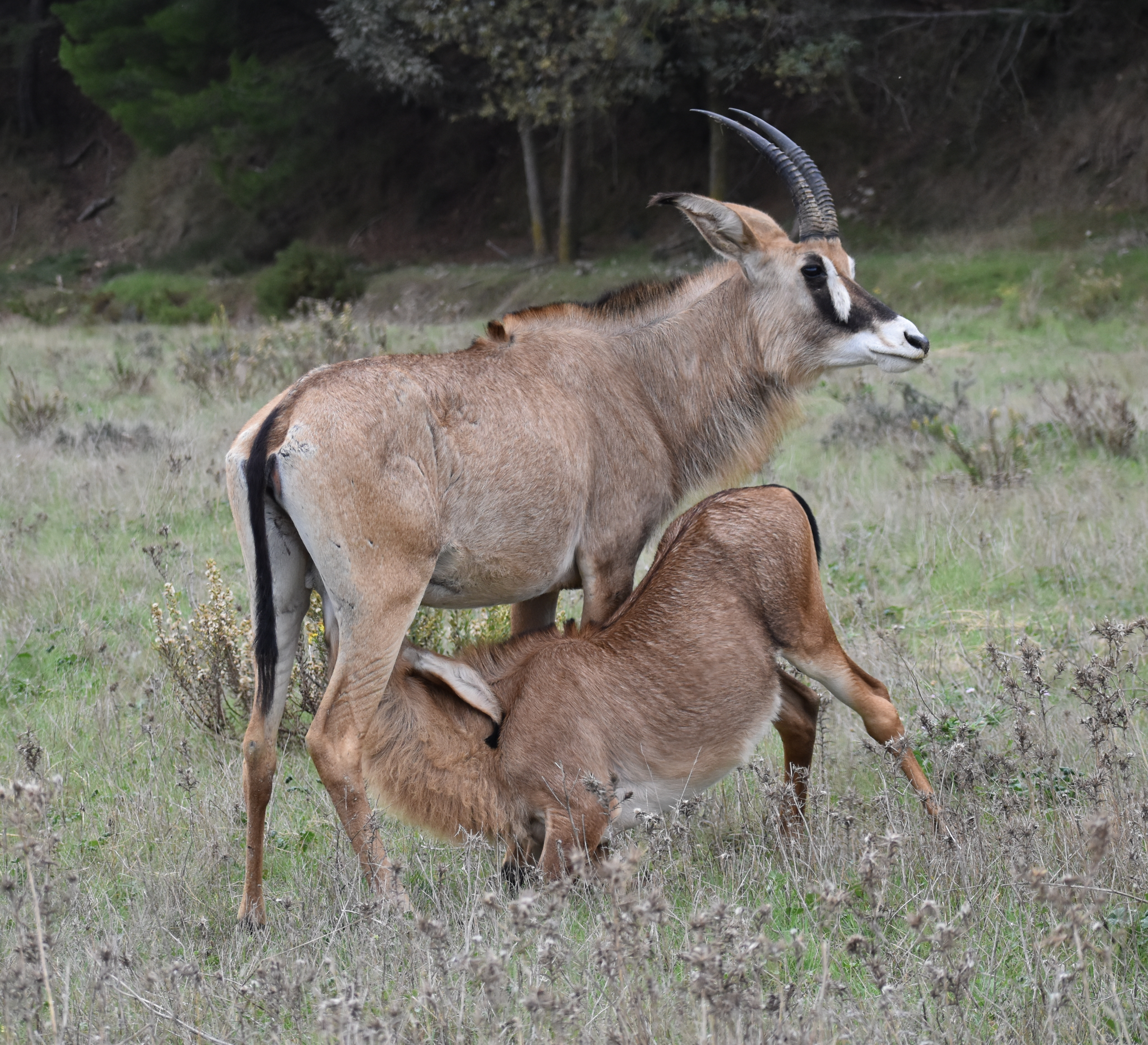
Antilope rouanne.
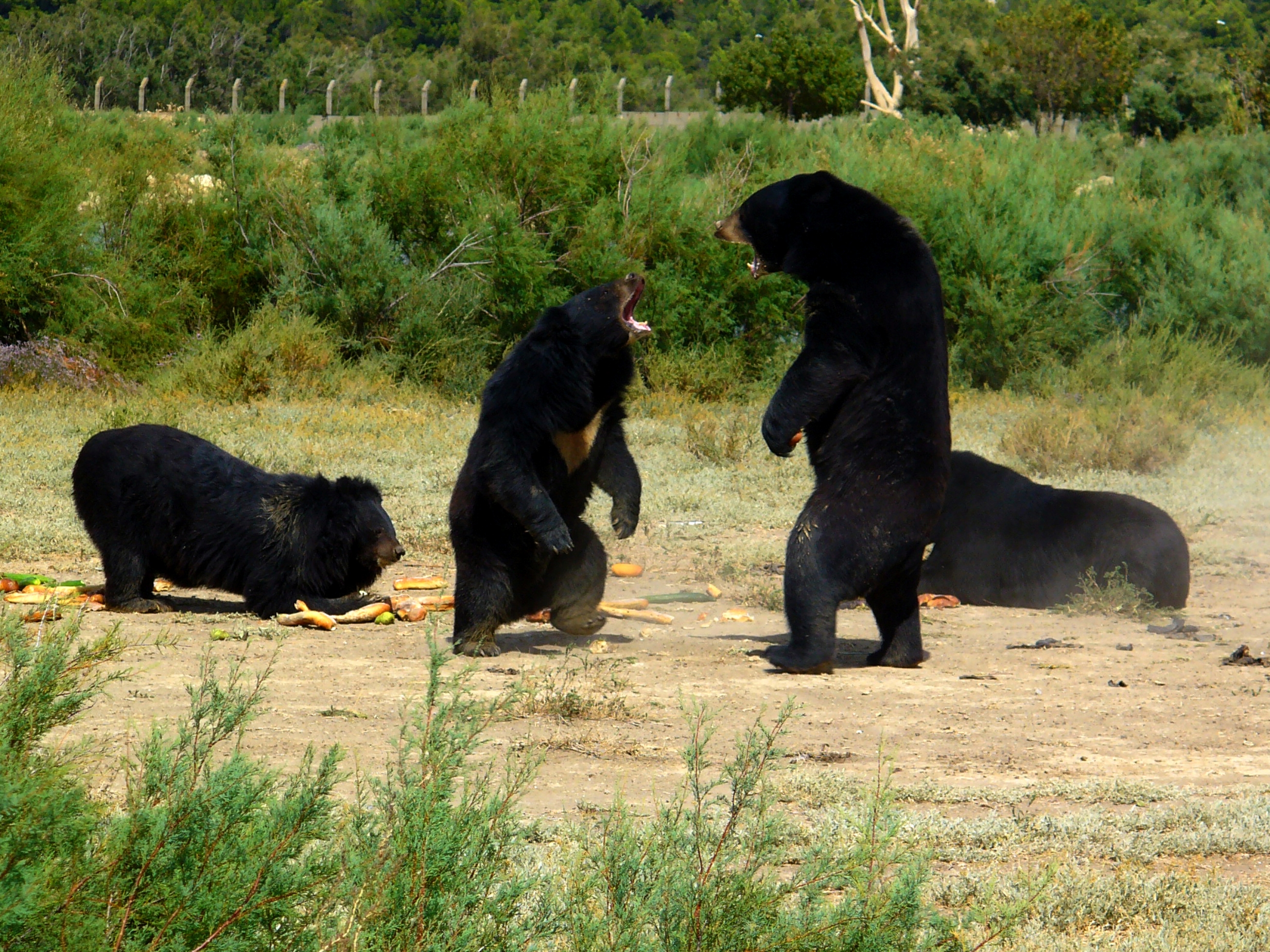
Ours noir d'Asie.
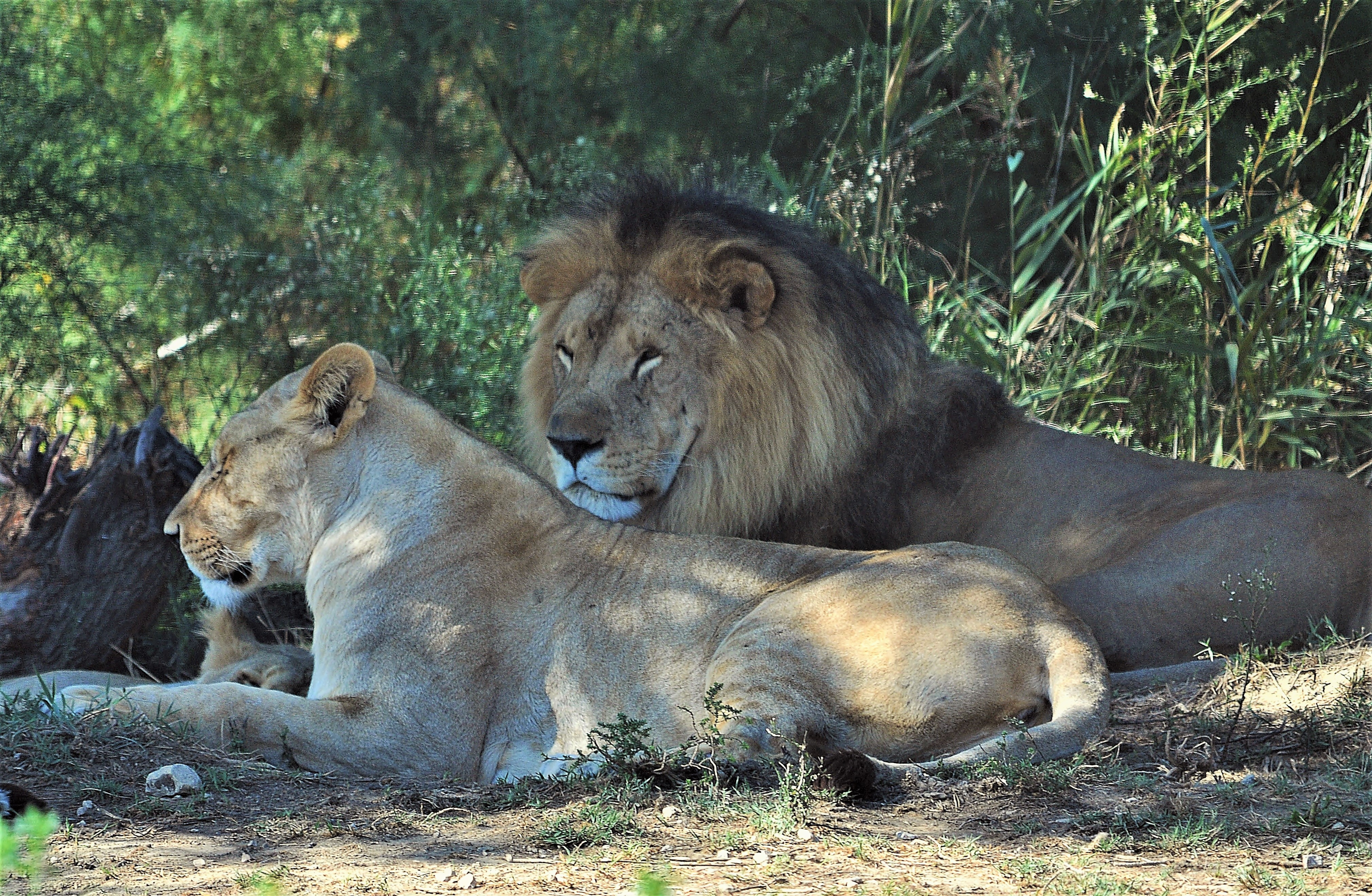
Lions de Sigean.
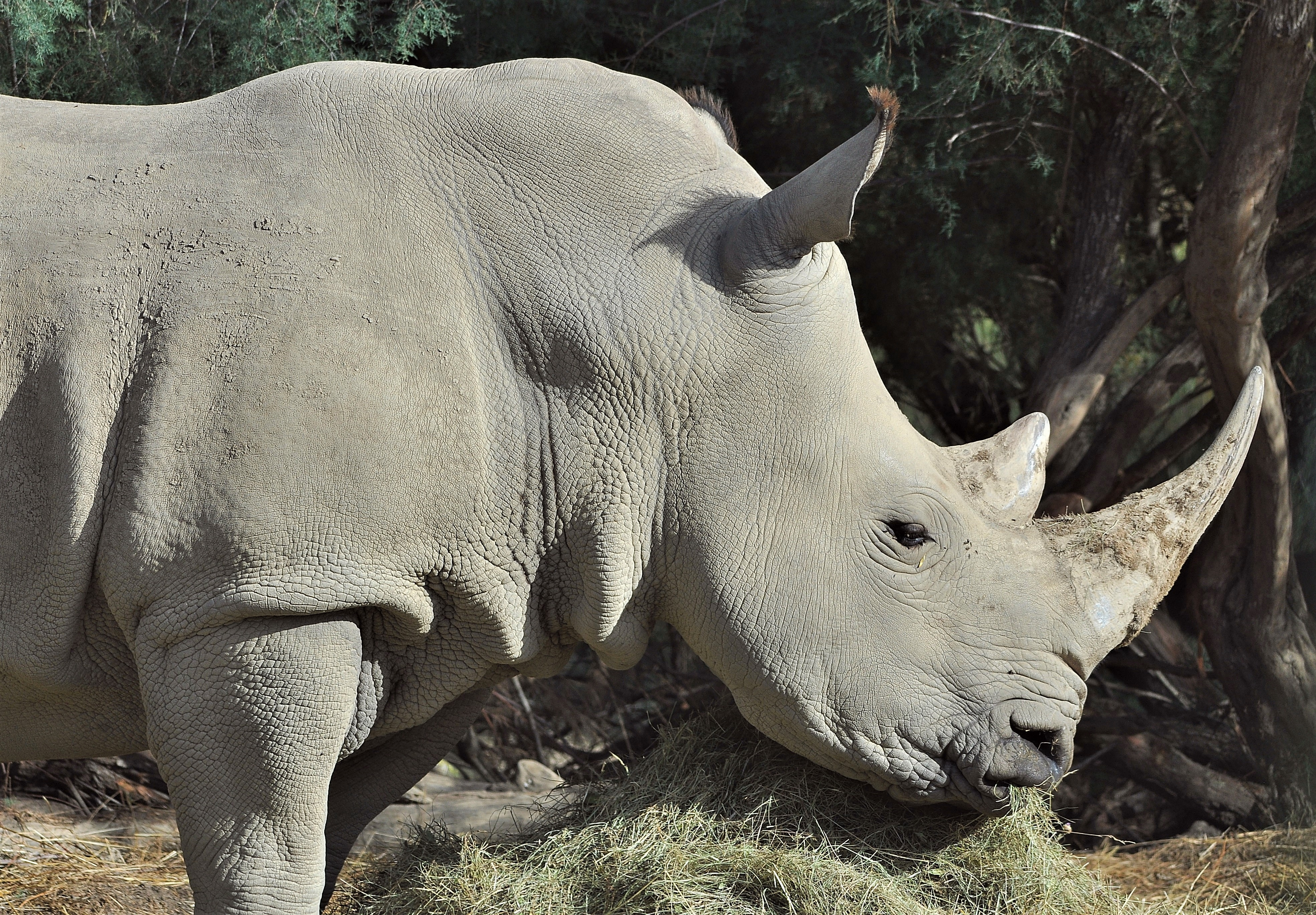
Rhinocéros blanc.
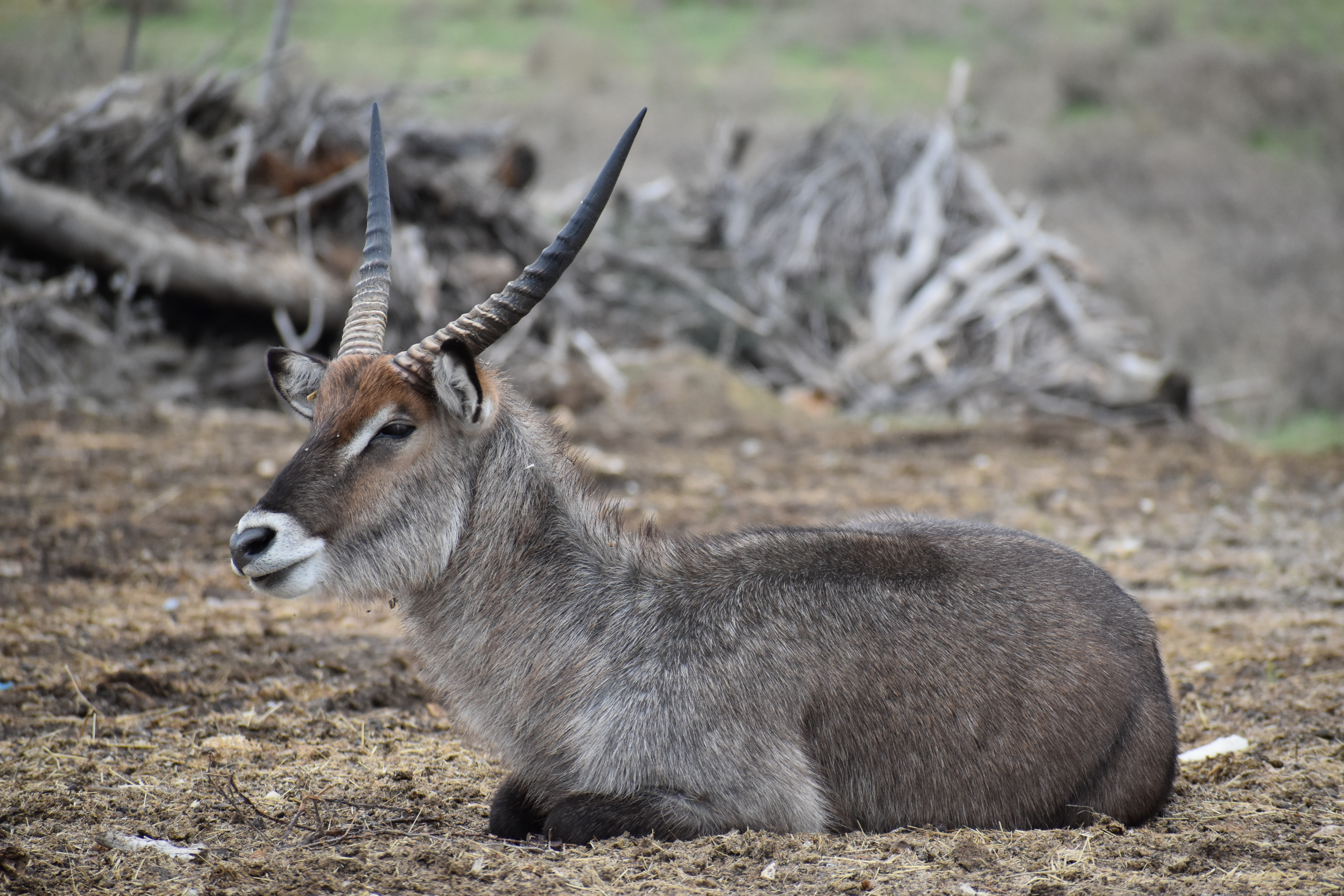
Cobe à croissant.
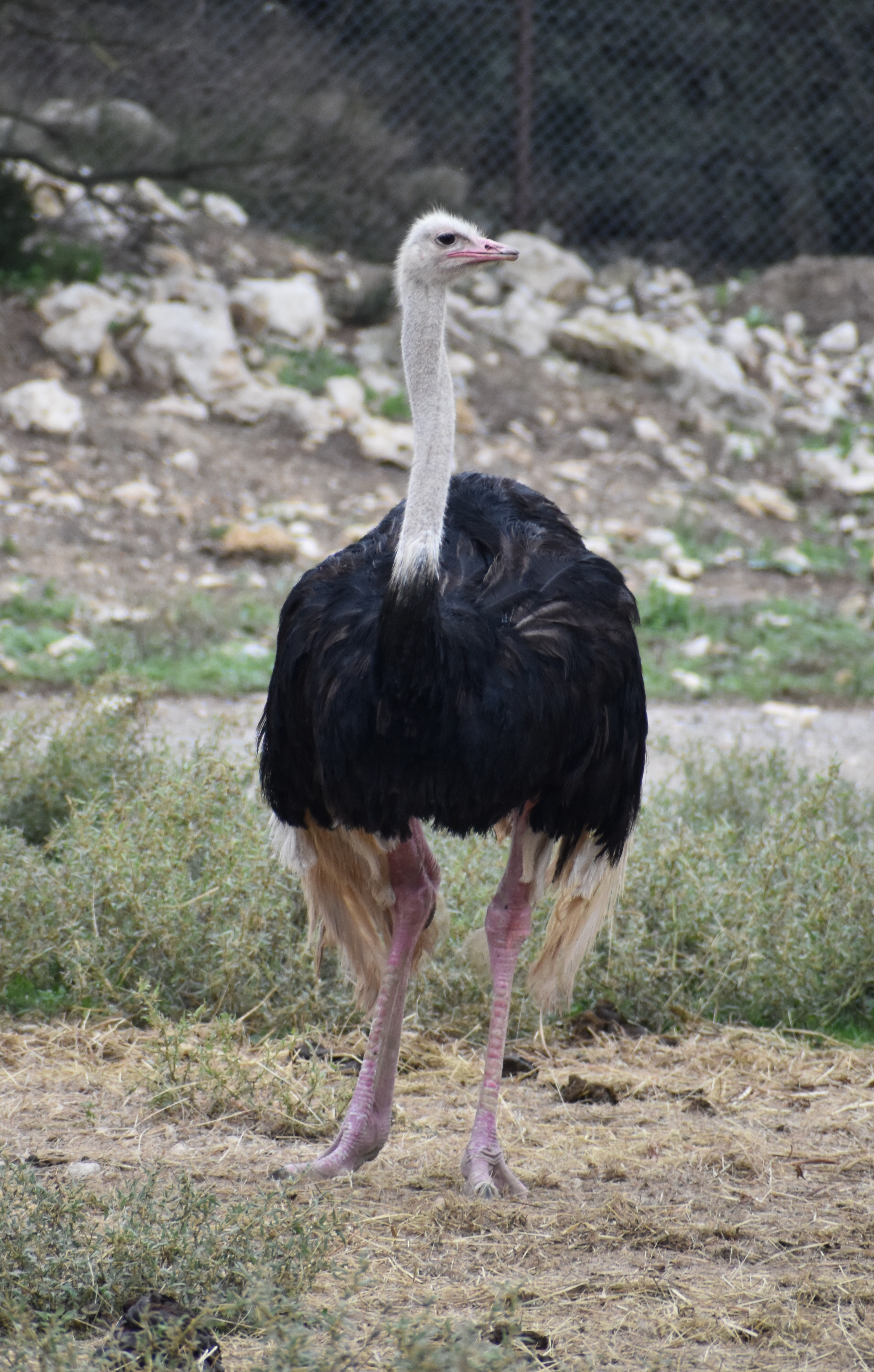
Autruche mâle.

### Parc à pied
Une promenade à pied par laquelle on accède après avoir garé son véhicule sur les parkings situés au centre de la Réserve. La Plaine africaine, et grand parc d'élevage d'une superficie de 18 hectares[réf. nécessaire] qui permet de découvrir la vie des antilopes africaines de plusieurs espèces différentes : springboks, kob lechwes, gnous, oryx gazelles, élands, ainsi que des autruches. Des cobes de Mrs Gray, des zèbres de Grévy sont présentés sur la seconde plaine africaine de 10 hectares[réf. nécessaire], qui est située derrière les îles aux chimpanzés.
La vie sur l'étang de l'œil de Ca et ses nombreux oiseaux : flamants, pélicans à dos rosé, cigognes, hérons, paons, perroquets, nandous, émeus, cygnes, oies, canards. Les primates : les grandes îles des chimpanzés, magots, saïmiris et ouistitis de Geoffroy... mais aussi admirer d'autres mammifères : porcs-épics, suricates, wallabys, girafes réticulées, dromadaires, grand koudous, lycaons, animaux de la ferme, ainsi que les reptiles : tortues, alligators, serpents, iguanes…
De nombreux émeus, ainsi que des grues antigones et plusieurs dizaines d'espèces de canards : colverts, siffleurs d’Europe, nette rousse, mandarins, carolins, fuligule morillon, fuligule nyroca, fuligule milouin... vivent à Sigean sur la partie du parc à pied. Ils vivent dans un enclos semi-désertique à buissons traversé par un cours d'eau. Un groupe de suricates vit dans un enclos avec des baies vitrés situé dans le parc à pied.
En 2018, la réserve construit une immense volière de 1 hectare[réf. nécessaire], dans le parc à pied, présentant des oiseaux africains en semi-liberté. Il crée également le parc des carnivores, offrant des enclos plus vastes aux guépards et lycaons.
Depuis 2017-2018, il n'y a plus d'éléphants d'Afrique dans le parc à pied (l'un est mort et les deux autres ont été transférés vers d'autres zoos).
Environ 200 hectares sont donné au animaux du parc et aux visiteurs qu'on peut voir sur le plan du parc, avec les différents enclos de 5 à 20 hectares chacun[réf. nécessaire]. Les 100 hectares supplémentaires sont des terres à côté où le parc récolte le foin et la paille pour les herbivores du parc, d'après le livre guide de la réserve[réf. nécessaire]. 

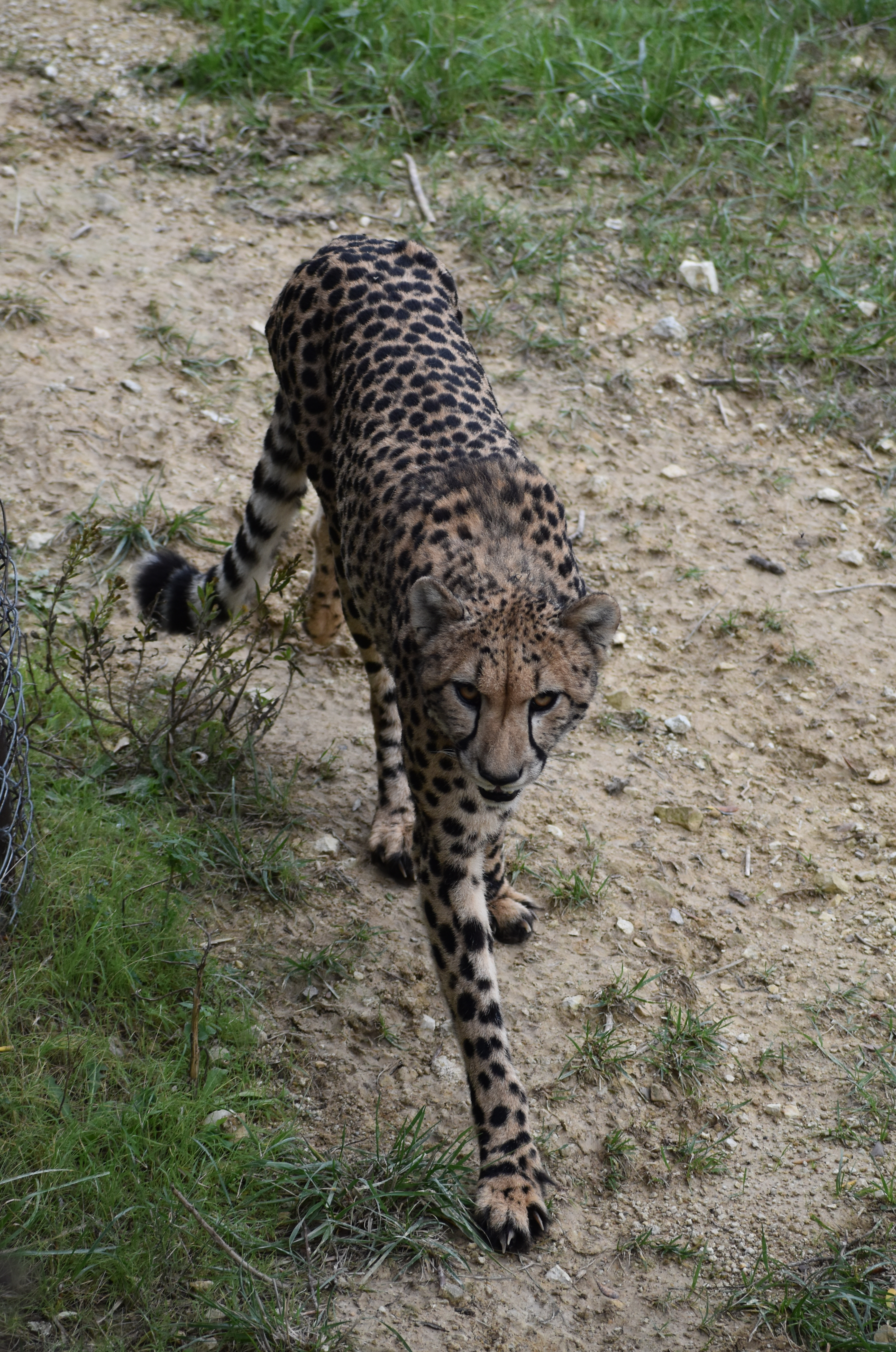
Guépard
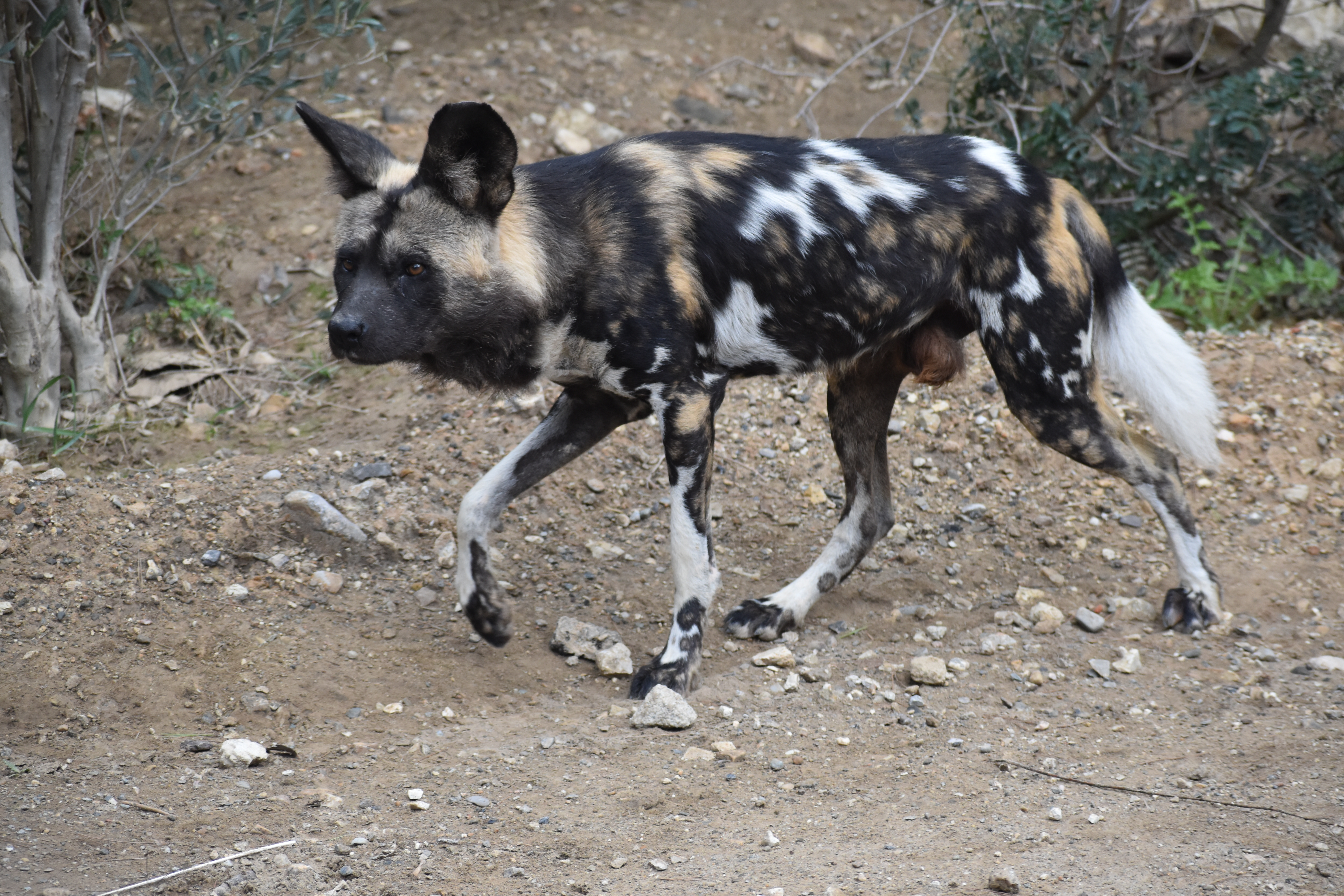
Lycaon
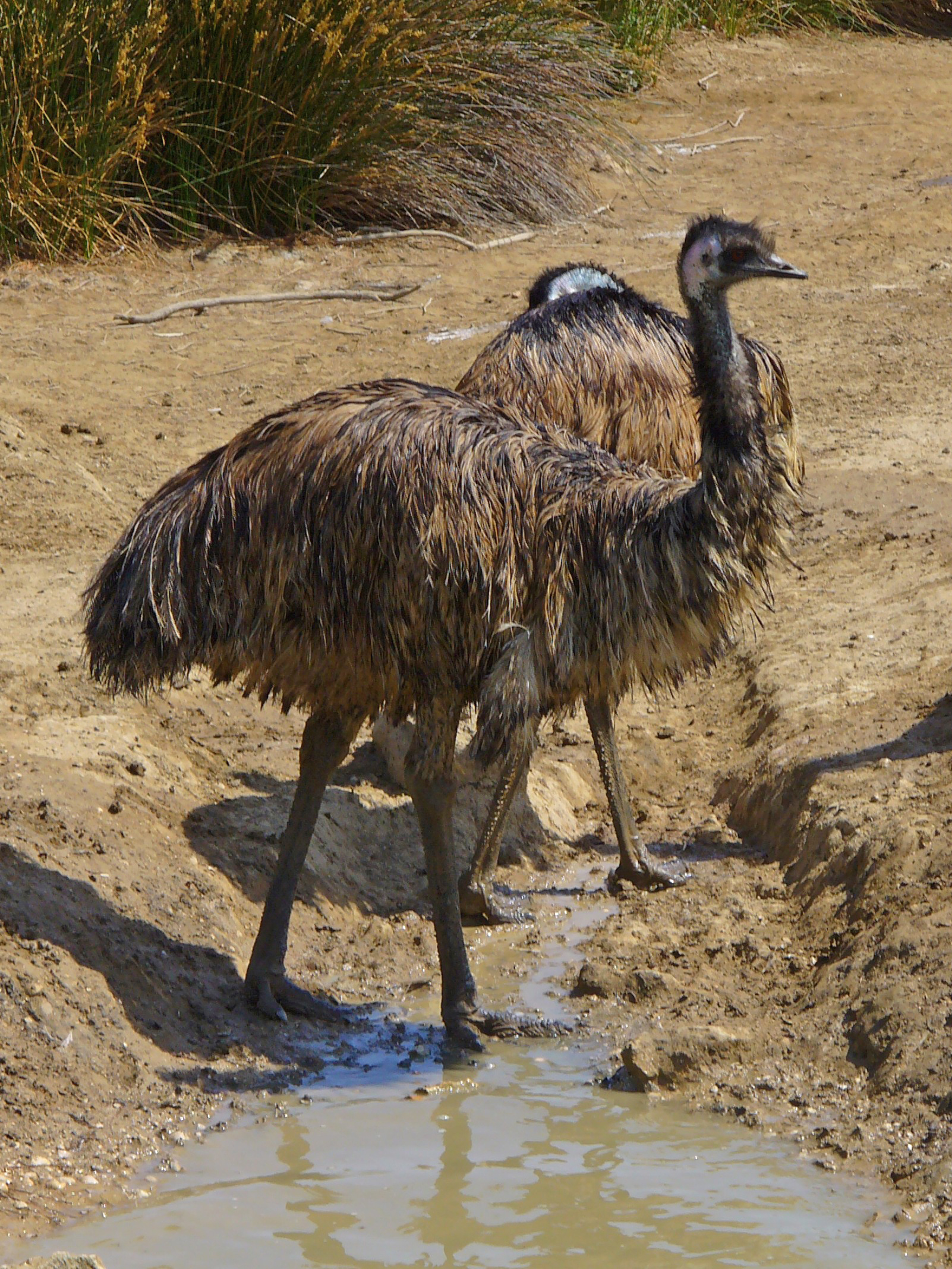
Émeus
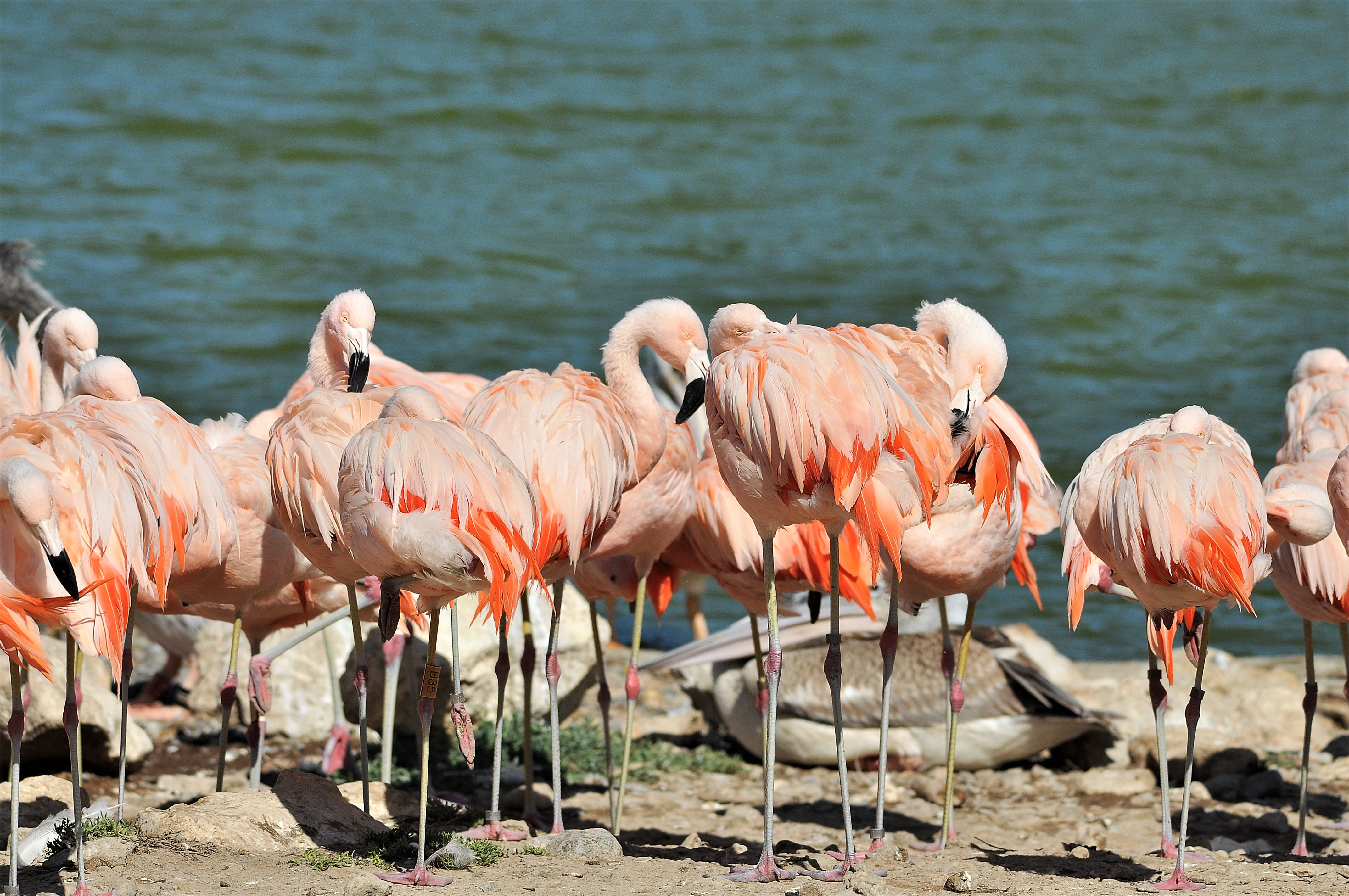
Flamants roses
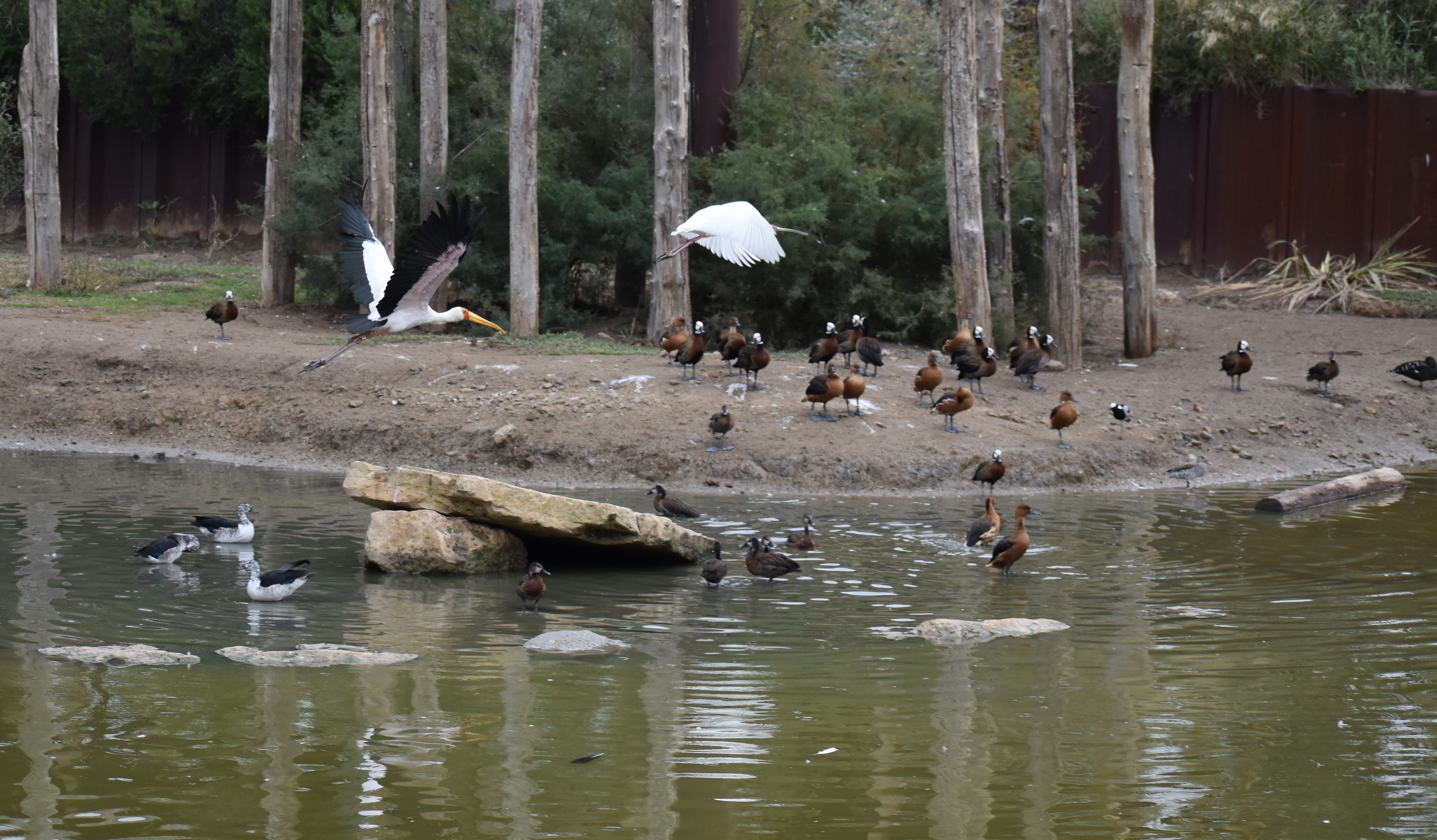
La volière
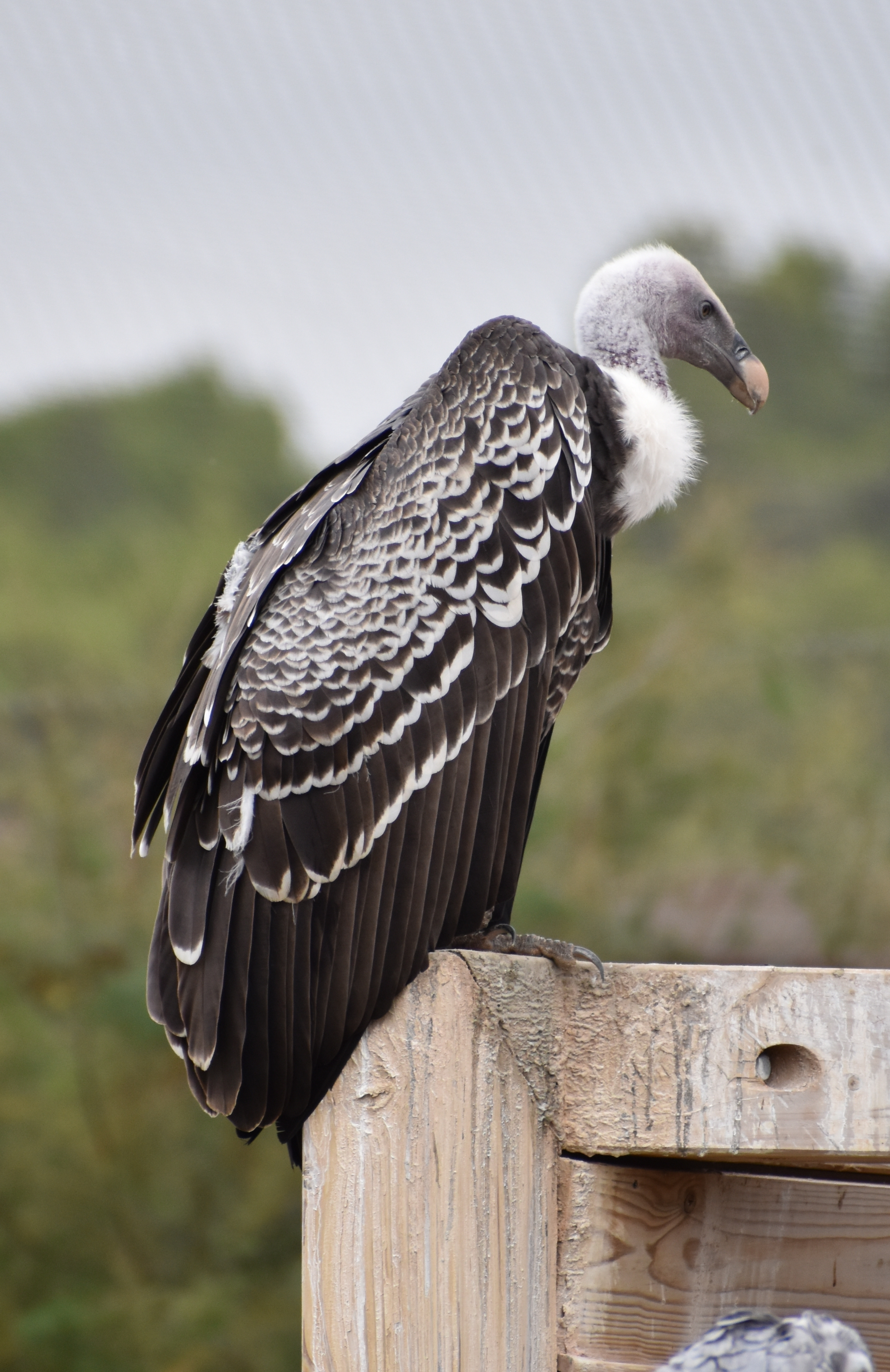
Vautour de Rüppell
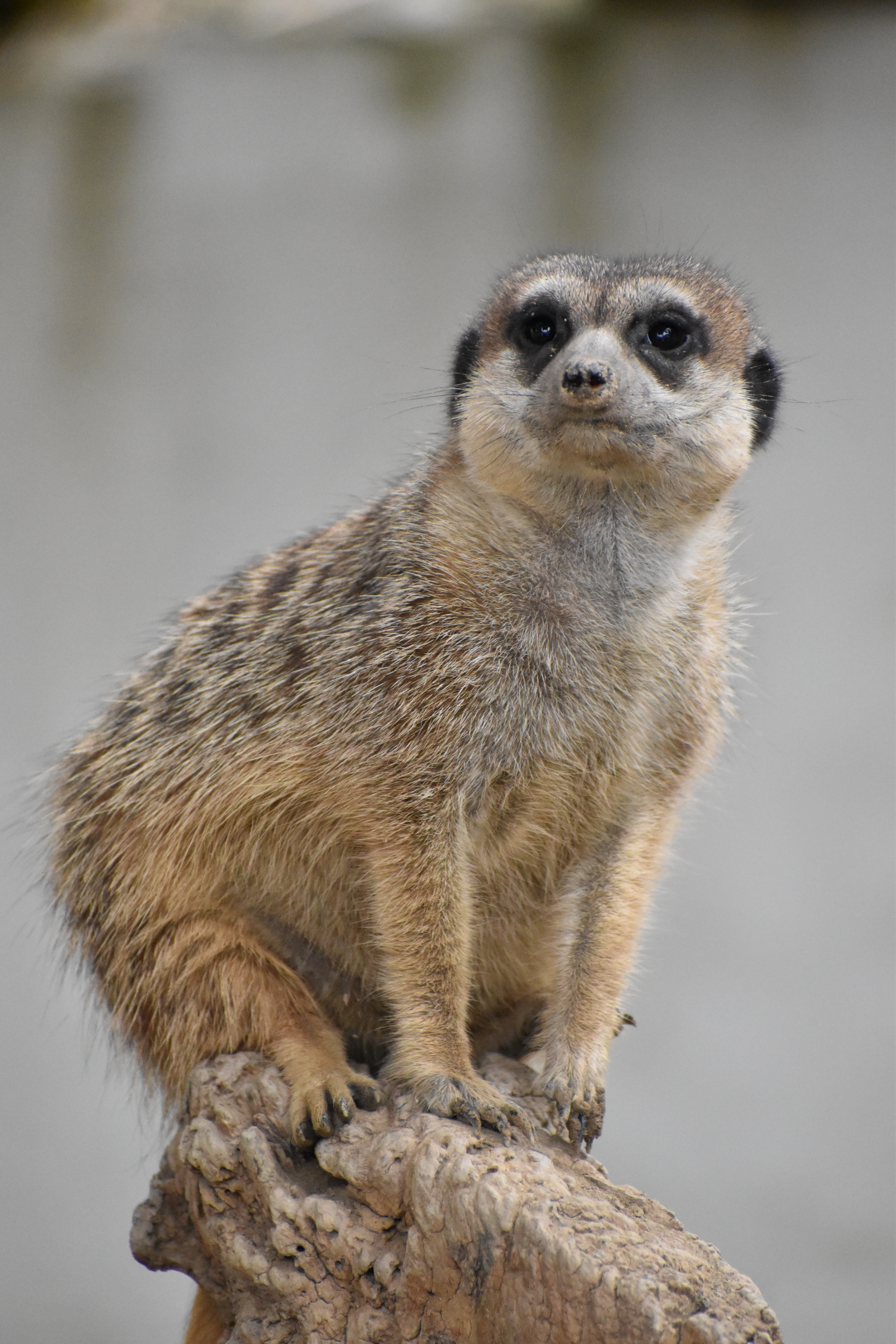
Suricate
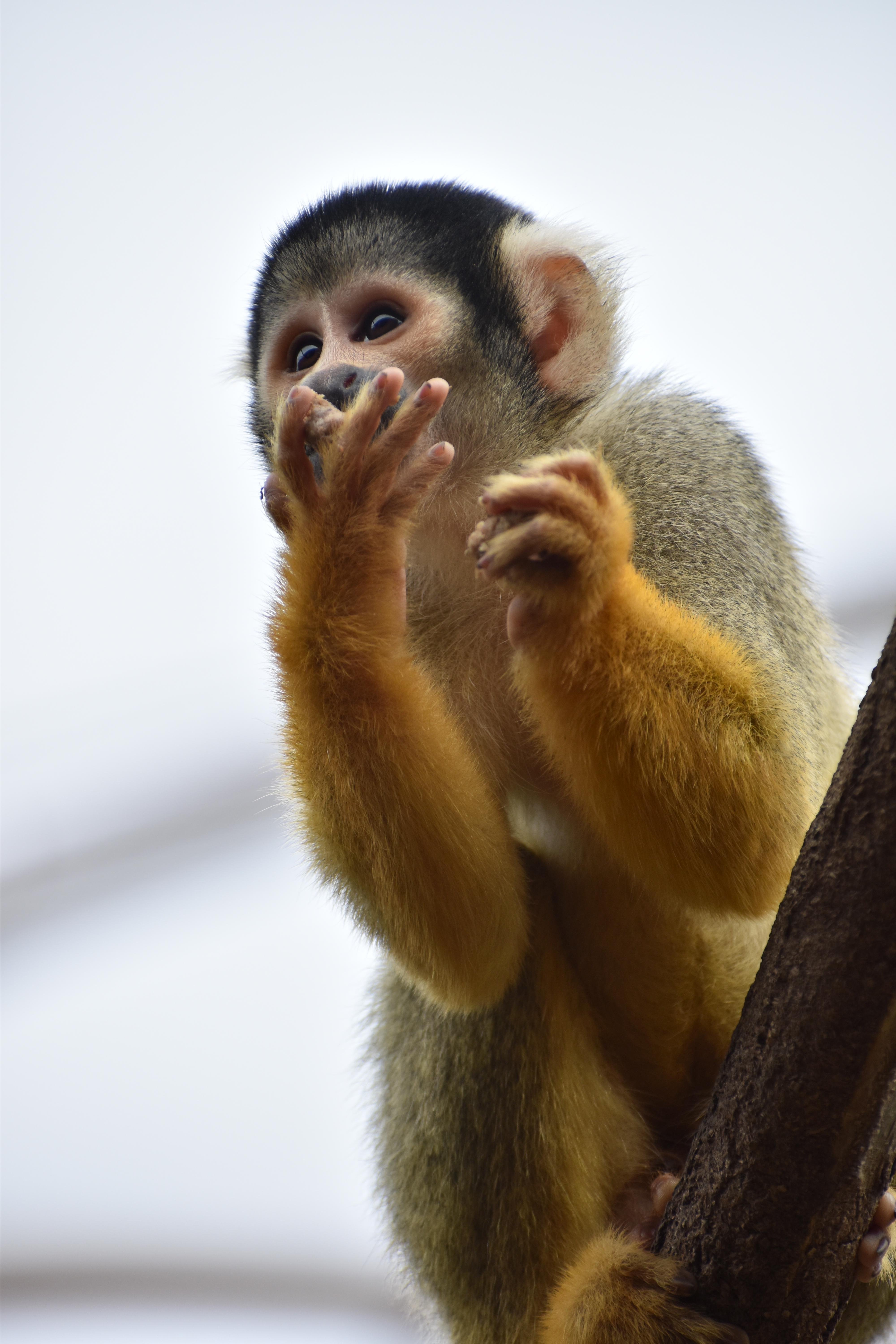
Saïmiri
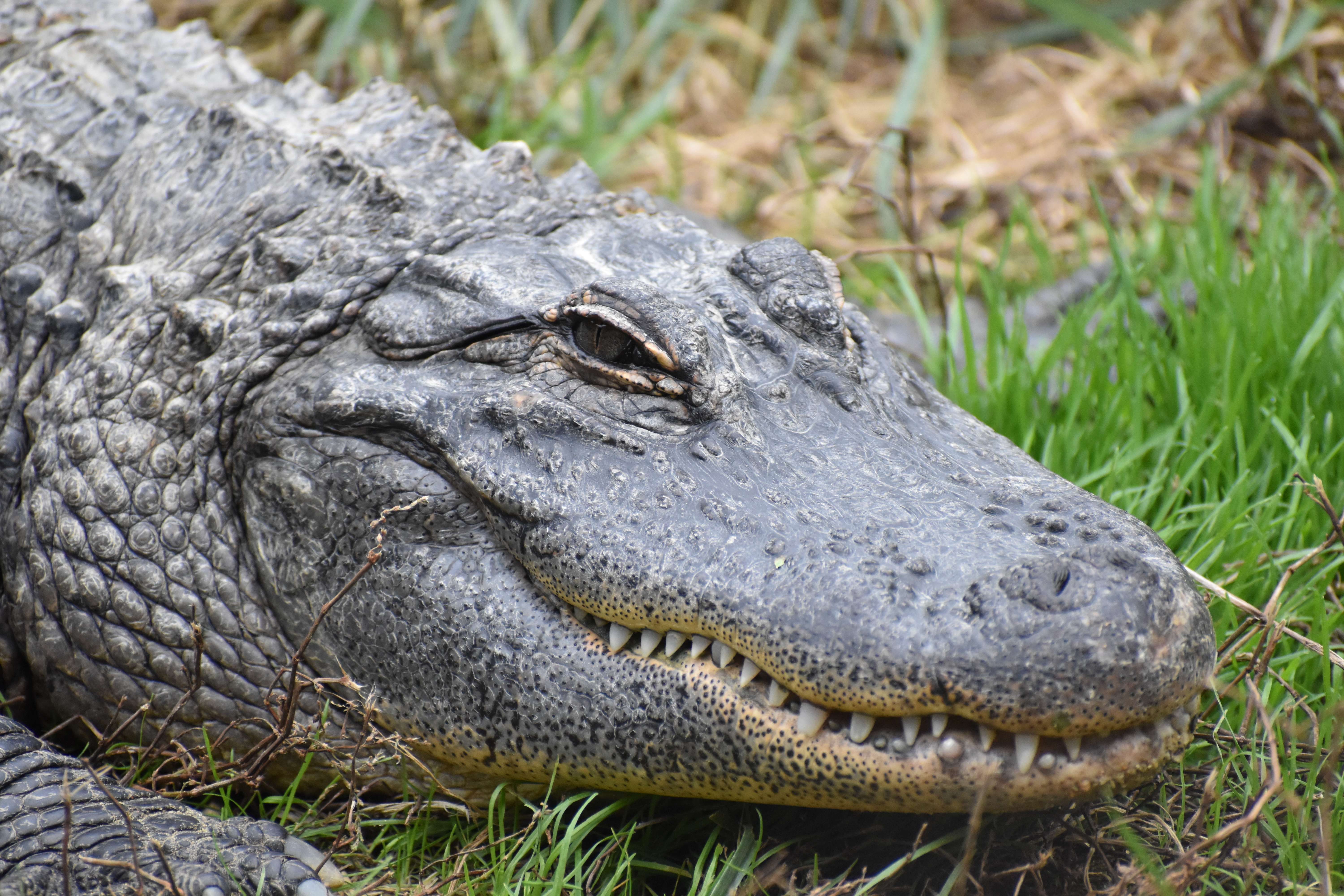
Alligator du Mississippi
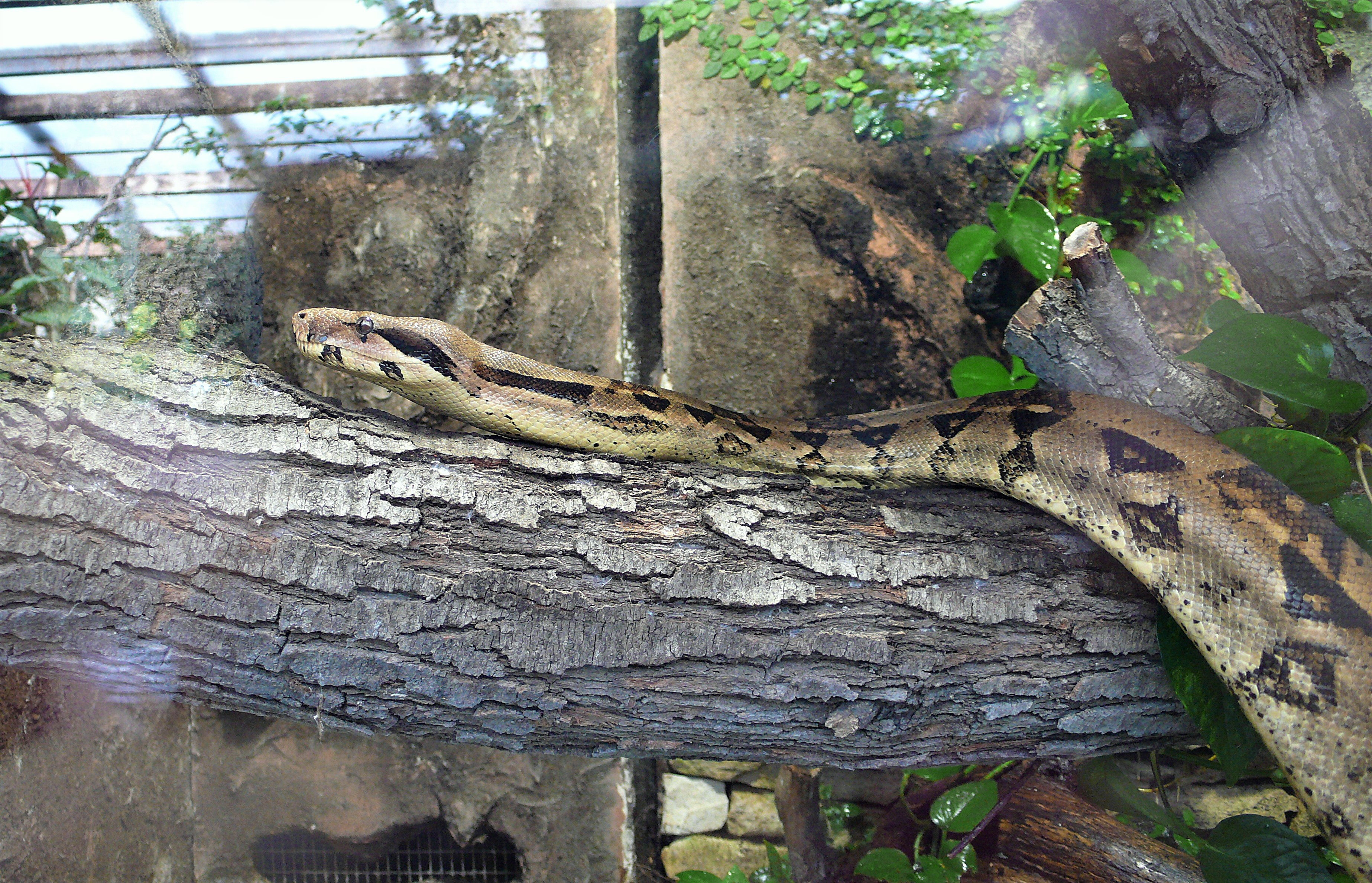
Boa constrictor

## Économie
La fréquentation toujours en progression, atteignait 298 588 visiteurs en 2013. En 2014, son chiffre d'affaires est de 10 404 201 €. En 2016, sa fréquentation atteint 291 387 visiteurs.